# Milano-Torino 1989
La Milano-Torino 1989, settantaquattresima edizione della corsa, si tenne il 10 ottobre 1989 su un percorso di 214 km complessivi. Fu vinta dal tedesco Rolf Gölz, giunto al traguardo con il tempo di 4h57'10" alla media di 43,208 km/h.

## Ordine d'arrivo (Top 10)
| Pos. | Corridore         | Squadra      | Tempo    |
| ---- | ----------------- | ------------ | -------- |
| 1    | Rolf Gölz         | Superconfex  | 4h57'10" |
| 2    | Dag-Erik Pedersen | PDM-Ultima   | s.t.     |
| 3    | Tony Rominger     | Chateau d'Ax | s.t.     |
| 4    | Marino Lejarreta  | Caja Rural   | s.t.     |
| 5    | Alberto Volpi     | Chateau d'Ax | a 16"    |
| 6    | Andrew Hampsten   | 7 Eleven     | s.t.     |
| 7    | Gilles Delion     | Helvetia     | s.t.     |
| 8    | Ivan Ivanov       | Alfa Lum-STM | s.t.     |
| 9    | Erik Breukink     | Panasonic    | s.t.     |
| 10   | Patrick Robeet    | Domex        | s.t.     |